# Мостове (Славський район)
Мостове (рос. Мостовое) — селище Славського району, Калінінградської області Росії. Входить до складу Ясновського сільського поселення.
Населення — 54 особи (2015 рік).

## Населення
| 2002 | 2010 |
| ---- | ---- |
| 111  | ↘54  |